# 阿沃拉克
阿沃拉克是德国石勒苏益格－荷尔斯泰因州迪特马尔申县的一个市镇。总面积9.07平方公里，总人口594人，其中男性298人，女性296人（2011年12月31日），人口密度65人/平方公里。